# Крон, Юлиус
Юлиус Леопольд Фредрик Крон (швед. Julius Leopold Fredrik Krohn; 19 апреля 1835, Выборг, Великое княжество Финляндское — 28 августа 1888, Выборг) — финский фольклорист, поэт и переводчик, немец по происхождению.
В 1862 году окончил Гельсингфорсский университет, где защитил диссертацию «Финская поэзия в период шведского господства» (фин. Suomen kielinen runollisuus Ruotsinvallan aikana). Преподавал в университете финский язык, с 1885 года — профессор. Изучал финский эпос, разработав собственный локально-исторический метод, получивший дальнейшее развитие в трудах его сына.
Под различными псевдонимами, призванными затенить немецкое происхождение, занимался литературной деятельностью. Переводил на финский язык, в частности, стихи Йохана Людвига Рунеберга и романы Вальтера Скотта, опубликовал ряд собственных стихотворных произведений, редактировал литературный журнал.
Погиб в Выборгском заливе при крушении яхты. Похоронен на Сорвальском кладбище в Выборге. Предложенный им формалистический историко-географический метод получил дальнейшее развитие в штудиях Антти Аарне.

## Семья
- Сын — Карле Крон (Крун) (1863—1933), фольклорист.
- Сын — Ильмари Крон (1867—1960), композитор, музыковед.
- Дочь — Айно Каллас (1878—1956), писательница.